# Mary Dixon Kies
Mary Dixon Kies (née le 21 mars 1752 et morte le 1er janvier 1837) est la première américaine à obtenir un brevet de la United States Patent and Trademark Office. Elle reçoit ce dernier le 5 mai 1809 pour avoir inventé un procédé de tissage de la paille avec de la soie pour la fabrication de chapeaux.

## Biographie
Mary Dixon est née à Killingly de John Dixon, un fermier né en 1679 à Ulster, Irlande, et de Janet Kennedy, troisième femme de Dixon.  
Le 21 mars 1752, elle marie Isaac Pike I. Le couple a un fils, Isaac Pike II. Après la mort d'Isaac Pike I, Mary Dixon se marie avec John Kies (1750–1813). 
Avec le Patent Act de 1790 (en), toute personne peut protéger son invention avec un brevet. Puisque les femmes américaines de cette époque ne peuvent pas posséder légalement quelque chose indépendamment de leur mari, elles n'ont pas l'habitude de breveter leur inventions. Mary Kies brise cette tradition en 1809.
À la mort de John Kies, Mary Kies va vivre avec son fils Daniel Kies à Brooklyn.
Malgré le succès de son procédé, elle n'arrive pas à tirer profit de son brevet. En 1836, son brevet original est détruit lors d'un feu à l'United States Patent Office (en). Elle meurt sans le sou à l'âge de 85 ans en 1837.